# Осман Олександр Вікторович
Олекса́ндр Ві́кторович Осма́н (нар. 18 квітня 1996, Серпневе, Україна) — український футболіст, лівий захисник одеського «Чорноморця». Колишній гравець юнацьких (U-16, U-17, U-19, U-20) та молодіжної збірних України.

## Життєпис
Олександр Осман народився у селі Серпневе Валківського району Харківської області. На юнацькому рівні виступав за команду харківського училища фізичної культури та академію «Металіста». З 2012 року залучався до матчів юнацьких збірних України різного віку.
У травні 2013 року у складі юнацької збірної України віком до 17 років брав участь у чемпіонаті Європи 2013 у Словаччині. Не здобувши жодного очка у трьох матчах, збірна припинила свої виступи на турнірі, а сам Олександр з'являвся на полі у двох поєдинках та записав до свого пасиву жовту картку у матчі зі збірною Росії.
9 серпня 2014 року дебютував у складі «Металіста» в Прем'єр-лізі, вийшовши на 66-й хвилині матчу проти «Шахтаря» замість Павла Ребенка. Дванадцять днів потому відкрив лік і поєдинкам у єврокубках, відігравши усі 90 хвилин у матчі Ліги Європи проти польського «Руха». Всього за сезон зіграв за «Металіст» у Прем'єр-лізі 3 матчі, в Кубку України 3 матчі. У молодіжній першості за три роки провів 50 поєдинків.
Улітку 2015 року на правах вільного агенту перейшов у київське «Динамо», підписавши п'ятирічний контракт. Втім у столиці грав виключно за резервну команду, так і не дебютувавши за основу, а з 2017 року став виступати на правах оренди за інші команди Прем'єр-ліги «Карпати» (Львів) та «Арсенал-Київ», але і там закріпитись не зумів.
5 липня 2019 року став гравцем харківського «Металіста 1925», також на правах оренди з «Динамо», але через важку травму на тренуванні перед грою 1-го туру пропустив більше ніж півроку. Лише в кінці сезону, влітку 2020 року він провів вісім матчів у Першій лізі за команду, але не допоміг клубу вийти до вищого дивізіону.
У вересні 2020 року підписав однорічний контракт з іншою командою Першої ліги, київською «Оболонню».

## Статистика виступів
Статистичні дані наведено станом на 1 липня 2015 року
| Сезон                | Команда              | Чемпіонат            | Чемпіонат | Чемпіонат | Кубок | Кубок | Кубок | Єврокубки | Єврокубки | Єврокубки | Інші кубки | Інші кубки | Інші кубки | Всього | Всього |
| Сезон                | Команда              | Змаг.                | Матчі     | Голи      | Змаг. | Матчі | Голи  | Змаг.     | Матчі     | Голи      | Змаг.      | Матчі      | Голи       | Матчі  | Голи   |
| -------------------- | -------------------- | -------------------- | --------- | --------- | ----- | ----- | ----- | --------- | --------- | --------- | ---------- | ---------- | ---------- | ------ | ------ |
| 2014/15              | «Металіст»           | ПЛ                   | 3         | 0         | КУ    | 3     | 0     | ЛЄ        | 3         | 0         | —          | —          | —          | 9      | 0      |
| Всього в «Металісті» | Всього в «Металісті» | Всього в «Металісті» | 3         | 0         |       | 3     | 0     |           | 3         | 0         |            | 0          | 0          | 9      | 0      |
| Всього за кар'єру    | Всього за кар'єру    | Всього за кар'єру    | 3         | 0         |       | 3     | 0     |           | 3         | 0         |            | 0          | 0          | 9      | 0      |